# William FitzClarence (2e comte de Munster)
William FitzClarence, 2e comte de Munster, (19 mai 1824 – 30 avril 1901), titré vicomte FitzClarence de 1831 à 1842, est un pair britannique, et le petit-fils du roi Guillaume IV.

## La famille
Son père, George FitzClarence (1er comte de Munster), est un fils illégitime du roi Guillaume IV et de sa maîtresse Dorothea Jordan. Par conséquent, le deuxième comte de Munster est l'arrière-petit-fils du roi George III et le petit-cousin de la reine Victoria. Sa mère est Marie Wyndham (d. 3 décembre 1842), la fille illégitime de George Wyndham.

## Biographie
Il devient comte de Munster, après le suicide de son père, le 20 mars 1842. Il mène la vie typique d'un membre des classes supérieures de l'époque victorienne.
Il achète une commission comme enseigne de vaisseau, et lieutenant dans le Scots Guards le 1er juillet 1842. Le 7 avril 1843, il est cornet et sous-lieutenant dans le Grenadier Guards. Il achète une lieutenance le 1er mai 1846 et une capitainerie, le 16 mars 1849. Il prend sa retraite de l'armée en avril 1851.
Il meurt à 23 Palmeira Carré, Hove, à l'âge de 77 ans, lorsque son cousin Édouard VII monte sur le trône du Royaume-Uni. Il est enterré à Cuckfield, Sussex.
Il est remplacé, en tant que comte par son troisième fils, Geoffrey George Gordon.

## Mariage et la descendance
Il épouse sa cousine germaine, Wilhelmina Kennedy-Erskine (en) (27 juin 1830 – 9 octobre 1906), le 17 avril 1855. Ils ont neuf enfants;
- Edward, vicomte Fitz-Clarence (29 mars 1856 - 1870)
- Lionel Frédéric Archibald (24 juillet 1857 – 24 mars 1863)
- Geoffrey FitzClarence (3e comte de Munster) (18 juillet 1859 – 2 février 1902); décédé sans descendance
- Arthur Falkland Manners (18 octobre 1860 – 20 avril 1861)
- Aubrey FitzClarence (4e comte de Munster) (7 juin 1862 – 1er janvier 1928); décédé sans descendance
- William George (17 septembre 1864 – 4 octobre 1899)
- Harold Edward (15 novembre 1870 – 28 août 1926); père de Geoffrey FitzClarence (5e comte de Munster)
- Lillian Adelaide Katherine Marie (10 décembre 1873 – 15 juillet 1948)
- Dorothée Augusta (5 mai 1876 – 28 janvier 1942)